# Umoja (Keňa)
Umoja (Umoja Uaso, foneticky „Umodža“, v překladu ze svahilštiny „jednota“) je vesnice v centrální oblasti východoafrického státu Keňa na území Samburu (County Samburu), jednoho z okresů, které v roce 2013 vznikly rozdělením bývalé největší keňské provincie Rift Valley. Vesnice Umoja byla založena v roce 1990 jako útočiště týraných či zapuzených žen z etnika Samburu, které se staly oběťmi domácího násilí nebo byly vyhnány svými muži poté, co byly znásilněny britskými vojáky.

## Geografie
Bývalá provincie Rift Valley zahrnovala zhruba 100 kilometrů široké údolí, kterým prochází Východoafrická příkopová propadlina, rozprostírající se od jezera Turkana na severu až po hlavní keňské město Nairobi na jihu. Vesnice Umoja leží severně od levého břehu řeky Uaso Nyiro poblíž městečka Archers Post, těsně při severovýchodní hranici Národní přírodní rezervace Samburu, která má status národního parku. Nadmořská výška tohoto území se pohybuje mezi 800 až 1200 metry, v místě, kde stojí ves Umoja, je to zhruba 900 m n. m. Nejvyšším bodem poblíž vesnice je severněji položené návrší Ol Doinyo Oloilei (970 m n. m.). Podoba vesnice je typická pro sídla ve zdejší oblasti – chatrče bez oken jsou vybudovány ze směsi hlíny a kravského trusu, ves je chráněná ohradou z trnitých křovin.

## Historie
Vesnici Umoja založila v roce 1990 spolu s dalšími čtrnácti ženami Rebecca Lolosoliová z vesnice Wamba, kterou zbili a vyhnali z jejího domova příslušníci její vlastní komunity, protože se stavěla proti praktikování ženské obřízky. Ačkoli je to podle keňských zákonů protiprávní, místní obyvatelé nadále provozují odsouzeníhodnou obřízku ženských genitálií, bez níž samburské dívky, které bývají provdávány leckdy ještě v dětském věku za starší muže, nemají možnost vstoupit do manželství. Později azyl ve vesnici Umoja vyhledaly další ženy, které utekly před dětskými sňatky nebo ženskou obřízkou, případně byly po znásilnění britskými vojáky vyhnány vlastními manžely.
Ženy si v Umoji postavily vlastní obydlí a školu pro své děti a začaly si vydělávat prodejem jídla a medu a později také výrobou korálků, které nabízely turistům. Za ušetřené peníze si pronajaly okolní pastviny, které se snaží získat do osobního vlastnictví – podle zákonů ženy v Keni mají stejná práva, jako muži, ale navzdory tomu na základě místní tradice a předávání dědictví z otců na syny nemovitý majetek obvykle patří jen mužům. Příklad žen z Umoji se stal inspirací pro obyvatele okolních komunit, které začaly ženám v dalších vesnicích umožňovat vlastnictví dobytka a zemědělské půdy.
V roce 2015 žilo ve vesnici 47 žen a zhruba 200 jejich dětí. Na počátku roku 2021 měla Umoja 37 dospělých obyvatelek.

## Umoja ve filmu

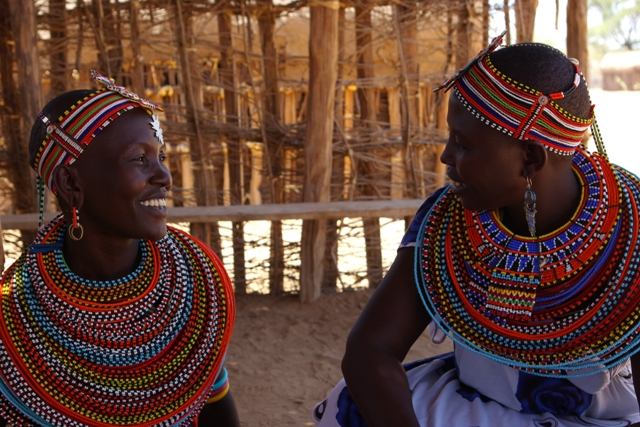
Paulina a Margaret z vesnice Umoja

V roce 2008 natočili francouzští filmaři Jean Crousillac a Jean-Marc Sainclair 52 minut dlouhý dokument Umoja, le village interdit aux hommes (v překladu z francouzštiny Umoja, vesnice, kam je mužům vstup zakázán). Film byl uveden na mnoha mezinárodních filmových festivalech na různých kontinentech, kde získal řadu ocenění, například na Festivalu dokumentárních filmů v Biarritzu, na Mezinárodním festivalu v Reykjavíku nebo na festivalu, zaměřeném na ochranu lidských práv, který je pořádán v argentinském Buenos Aires.